# Hablan de mí
«Hablan de mí» es el cuarto sencillo oficial de la telenovela juvenil Sueña conmigo. Es interpretado por Brenda Asnicar.

## Video
El video inicia con Nuria (Brenda Asnicar) cantando con Control remoto. Mientras cantan muestran momentos en el que hace trucos con la bicicleta, también muestran a Nuria bailando Hip-hop junto a 2 chicos, y haciendo una coreografía bien movida con 2 chicas en una pista de Skate. Al final del video muestran cuando Nuria gana un concurso de trucos de bici.